# Teoría social
La Teoría Social es una rama de la ciencia que se dedica al estudio de la sociedad humana, entendida como el conjunto de individuos que viven agrupados en diversos tipos de asociaciones, colectividades e instituciones. Esta ciencia estudia el desarrollo, la estructura y la función de la sociedad. La sociedad se denomina también por la rama de la teoría pero es muy distinto a la ciencia.

## General y particular
Es necesario distinguir entre Teoría sociológica y Teoría social. En el primer caso se hace referencia a una teoría general subyacente a todos los fenómenos sociológicos, mientras que en el segundo caso se trata de un conjunto de teorías de menor generalidad que describen aspectos parciales dentro del amplio espectro que abarcan las ciencias sociales. Así, el estudio sobre el suicidio, por parte de Émile Durkheim (El suicidio. Estudio de sociología) es un ejemplo de teoría social, ya que centra la atención en un aspecto particular de la sociedad. La teoría sociológica, por el contrario, habría de ser la teoría compatible con todas las teorías parciales que hayan sido verificadas, de ahí que de una función adecuada 
Nótese que esto también ocurre en el ámbito de la física teórica, en donde existen varias teorías parciales, con alcances limitados, mientras se busca la Teoría del todo; una teoría general que vincule y fundamente a las distintas teorías particulares que han podido ser verificadas.

## Definición
La Teoría social involucra el desarrollo de algunas perspectivas importantes dentro de la Historia de la Teoría social contemporánea:
- Funcionalismo
- Teoría del conflicto
- Teoría del intercambio
- Sociología fenomenológica
- Interaccionismo simbólico
- Teoría feminista
- Teoría crítica
- Postmodernismo
- Posmaterialismo
- Modelo de ecosistema
- Teoría del cambio
- Modelos culturales
- Teoría de sistemas

Estrictamente no se han comprobado todas estas teorías como hipótesis de trabajo a la manera de las ciencias físicas. Sí se ha hecho a nivel de contraste del pensamiento social (Ciencias Sociales/ciencia social) con la realidad social (mundo real).
El establecimiento de las teorías tiene una génesis particular en las Ciencias sociales, que son los procesos regenerativos, tomados de las ciencias naturales y de la teoría general de sistemas, que pueden llegar a ser considerados como axiomas. Otra propiedad particular es que las ciencias sociales actúan unificadamente o en grupos, reuniendo a varias de ellas en cada caso.
El método sociológico es el método científico, común al pensamiento social y al científico. La conexión de la ciencia social con la filosofía es clara en la definición de términos básicos. Los enfoques propuestos, que son ampliables, han sido muy elaborados y criticados en la historia del pensamiento social por una pléyade de autores (escuelas). Se ha zanjado también la cuestión por el rango de las teorías: las grandes teorías de la lista, de alcance medio y de micro nivel. Se ha demostrado en los manuales de sociología la posibilidad —no excluyente— de analizar el hecho social por tres o más perspectivas o método de triangulación.
De acuerdo a la concepción ideológica-política de los autores, existen diversas concepciones sobre Teoría Social y Sociedad, como podemos advertir a continuación:
- Giddens. Teoría Social es toda generalización relativa a los fenómenos sociales establecida con el rigor científico necesario para que pueda servir de base a la interpretación sociológica.[1]
- Georg Simmel: [...] las exigencias que suele formular la ciencia sociológica no son sino la prolongación y el reflejo teórico y el poder práctico que han alcanzado en el siglo XIX las masas frente a los intereses del individuo.[2]

[...] las exigencias que suele formular la ciencia sociológica no son sino la prolongación y el reflejo teórico y el poder práctico que han alcanzado en el siglo XIX las masas frente a los intereses del individuo
Ritzer G., 2000: 40-43

- José Ferrater Mora. La idea de Sociología como ciencia de la sociedad es demasiado vaga, al no definir con claridad la naturaleza de su objeto de estudio. Señala que existen diversas orientaciones sociológicas: naturalista, científico - espiritual, material y formal.
- Ezequiel Ander-Egg. Define

a la sociedad natural o pactada de personas que se agrupan para la mutua cooperación con el objetivo de alcanzar determinados fines
Ander-Egg E., 1994

- Herbert Spencer. Considera que la sociedad es análoga a estructura de los seres vivos. Distingue dos formas ideales de sociedad: militar, que se apoya en el estatus, y la industrial, sustentada por el contrato. Para lograr el progreso debemos transitar de la militar a la industrial.

## Críticas metodológicas
Se ha desarrollado una metodología muy importante. La quizás deseable preponderancia de la sociología, dentro de las ciencias sociales, es un hecho de unificación por una ciencia social. Borgatta & Mongomery analizan las correspondencias de la Sociología con las otras Ciencias Sociales y parece ser que la primera es la más permeable, recibe mayor número de contribuciones y las asimila mejor.
Las críticas consisten en que no hay un sistema teórico único para la sociología, que haya sido probado por la experimentación o investigación empírica, sino puntos de vista como esfuerzos conceptuales para desarrollar principios científicos y modelos que describan eventos empíricos como la crítica de la opresión social y un meta análisis (teoría de teorías {escuelas}). Es cierto, seguramente, pero también es el modo de hacer propio de la ciencia social.

## Significados
Es oportuno mencionar los distintos significados atribuidos a la palabra teoría dentro del ámbito sociológico. Debemos, sin embargo, tratar de darle el mismo significado que se le da en el resto de las ramas de la ciencia experimental, tal el de descripción resumida que parte de aspectos observables y cuantificables, que se ha podido organizar en forma axiomática. Tales significados corrientes (según R. K. Merton) se mencionan a continuación:
1. Metodología
2. Ideas directrices
3. Análisis de conceptos
4. Interpretaciones post factum
5. Generalizaciones empíricas
6. Derivaciones (= deducción de los corolarios que se desprenden de proposiciones ya establecidas) y codificación (búsqueda por inducción de proposiciones generales que permitan subsumir proposiciones particulares ya establecidas)
7. Teoría (en sentido estricto)